# Tabák virginský
Tabák virginský (Nicotiana tabacum), stejně jako tabák selský, pochází z Jižní a Střední Ameriky. V Evropě se pěstoval nejprve jako léčivá a okrasná rostlina, později pro své jedovaté alkaloidy v listech. V 17. století se tabák rozšířil i do Asie a Afriky. Latinské jméno rostliny a alkaloidu (nikotin) jsou pojmenovány podle francouzského velvyslance v Portugalsku Jeana Nicota, který dovezl tabák na francouzský dvůr.

## Popis rostliny
Tabák virginský je kulturní rostlina, která patrně vznikla spontánním zkřížením N. sylvestris a N. tomentosa. Jedná se o jednoletou rostlinu vysokou až 2 m. Listy jsou podlouhle vejčité až kopinaté, se zvlněnými okraji, v horní části lodyhy jsou přisedlé, ve spodní krátce řapíkaté. Lodyha i listy jsou pokryty krátkými žláznatými chlupy. Nálevkovité květy s pěticípou, zpravidla kalně červenou korunou, jsou uspořádány do latovitého květenství. Plody jsou vejčité, dvoupouzdré tobolky, které jsou obklopeny vytrvávajícím kalichem a za zralosti pukají dvěma chlopněmi. Tobolka obsahuje četná drobná semena, v jednom gramu jich je až 13 tisíc.

## Pěstování tabáku

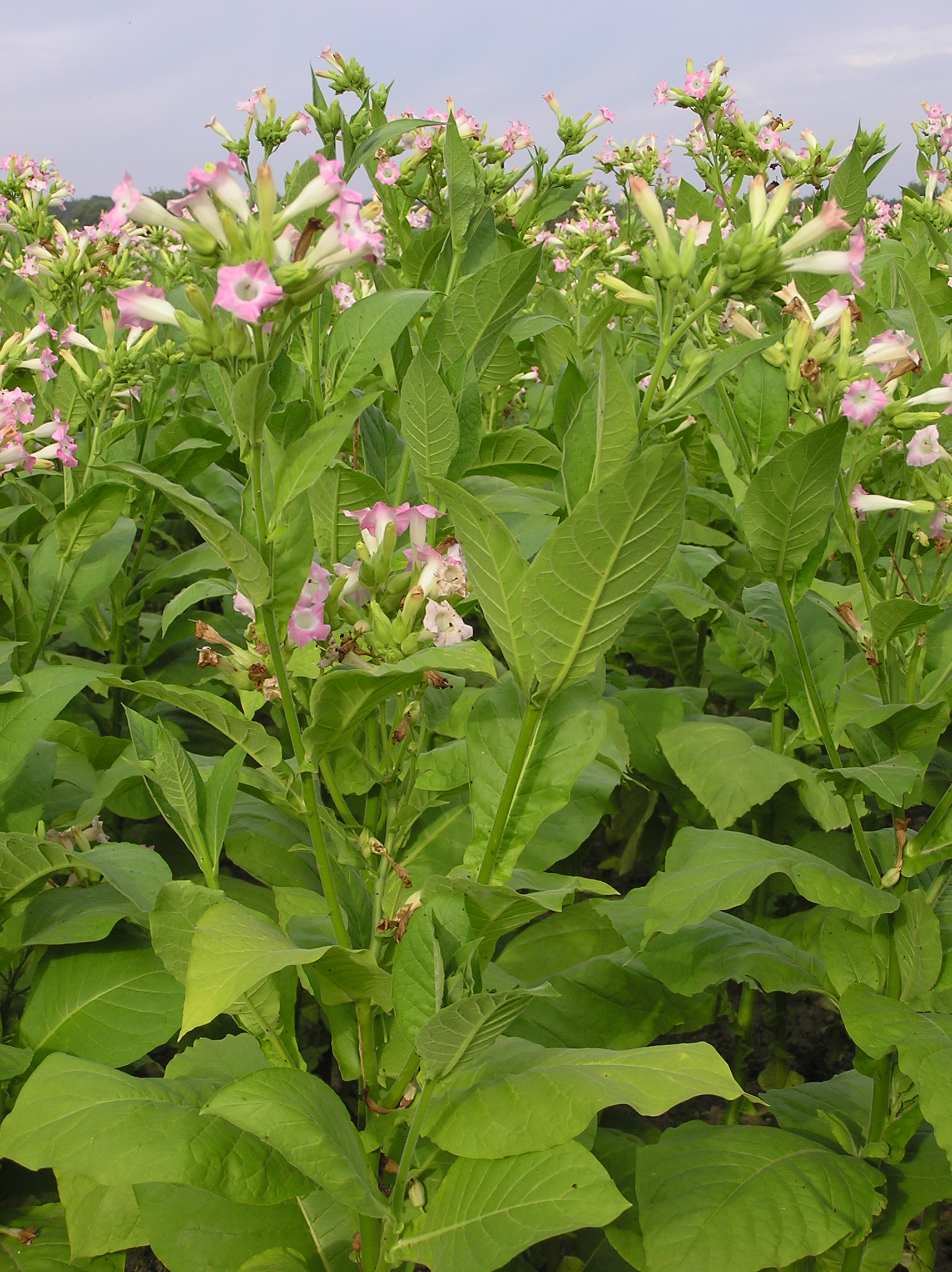
Tabák virginský (Nicotiana tabacum)

Tabák virginský se pěstuje ze semen. Tabákové rostliny jsou velmi citlivé na klima a složení půdy, proto je jejich pěstování náročné. Liší se podle toho, jestli se rostliny pěstují na tabák doutníkový nebo cigaretový. Pro cigaretový tabák jsou vhodnější lehké, hlinitopísčité, dostatečně provzdušněné půdy, neboť se stoupajícím suchem stoupá i obsah nikotinu. Doutníkový tabák naopak vyžaduje hojnější dešťové srážky, při nedostatku přirozených srážek je třeba porost zavlažovat uměle. Tabák je možné pěstovat i několik let po sobě na stejném místě.

### Tabákové listy
Nejprve se sklízí tabák cigaretový, a to asi 60 – 65 dní po vysazení sazenic na pole, když listy začnou žloutnout. Tabák doutníkový se sklízí postupně. Nejprve se otrhávají největší spodní listy, tzv. listy pískové. Potom se sklízejí střední listy a po 10 – 14 dnech se sklidí většina listů. Nakonec se sklízejí nejhornější nejmenší listy a listy úžlabní. Listy se sklízí postupně proto, že jejich kvalita je velmi rozdílná. Nejhorší kvalitu mají listy pískové, nejkvalitnější jsou naopak listy střední. Sklizené listy obsahují 75 – 95% vody, kyselinu citrónovou a jablečnou, 0,6 – 6% nikotinu a nikotianin, který spolu s éterickými oleji dodává kouři některých tabákových výrobků příjemnou vůni.
Sklizené listy se suší v uzavřených sušárnách. Listy jsou zavěšeny na závěsných rámech, mezi kterými cirkuluje uměle vháněný teplý vzduch. Cigaretové tabáky se suší na světle, doutníkové ve tmě. Poté nastává fermentace, při níž se obsah nikotinu výrazně snižuje, jelikož je vázán na kyselinu jablečnou a citrónovou, kterých při fermentaci ubývá. Listy se poté dosušují a balí pro transport do továren, kde se zpracovávají.

### Obsahové látky a fyziologické účinky
Sušené listy tabáku obsahují několik látek ze skupiny alkaloidů. Ty jsou v různých částech rostlin vázány v podobě solí karboxylových kyselin. Nejznámější z nich je pyridinový derivát nikotin. Nikotin je psychoaktivní látkou se stimulačními účinky pro CNS. Způsobuje vazokonstrikci periferních kapilár kůže, mozku, myokardu, placenty a penisu. Dále stimuluje žaludeční sekreci a střevní peristaltiku, má antidiuretické účinky a relaxuje kosterní svalstvo. Nikotin je návykovou látkou se všemi úrovněmi závislosti (fyziologickou, psychologickou a sociálně kulturní). Samotný nikotin není karcinogenní, to však neplatí pro deriváty vznikající jeho nedokonalým spalováním.
Nikotin je doprovázen i dalšími alkaloidy, především nicotirinem, nornikotinem a anabasinem, které tvoří přibližně 8 – 12 % celkových alkaloidů tabáku. Kromě alkaloidů obsahuje tabák virginský také velké množství redukujících cukrů.

## Využití
Listy se používají na výrobu cigaret, doutníků, dýmkových tabáků a na šňupací a žvýkací tabáky. Vyvařením listů vzniká vodní roztok, který se používá do přípravků k hubení živočišných škůdců rostlin. Z tabákových semen se tlačí technický i potravinový olej. V současné době je tabák pěstován ve všech světadílech od rovníku až po teplejší oblasti mírného klimatu.

## Galerie

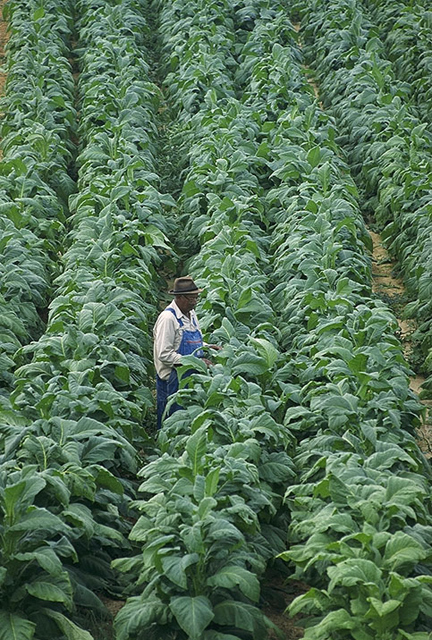
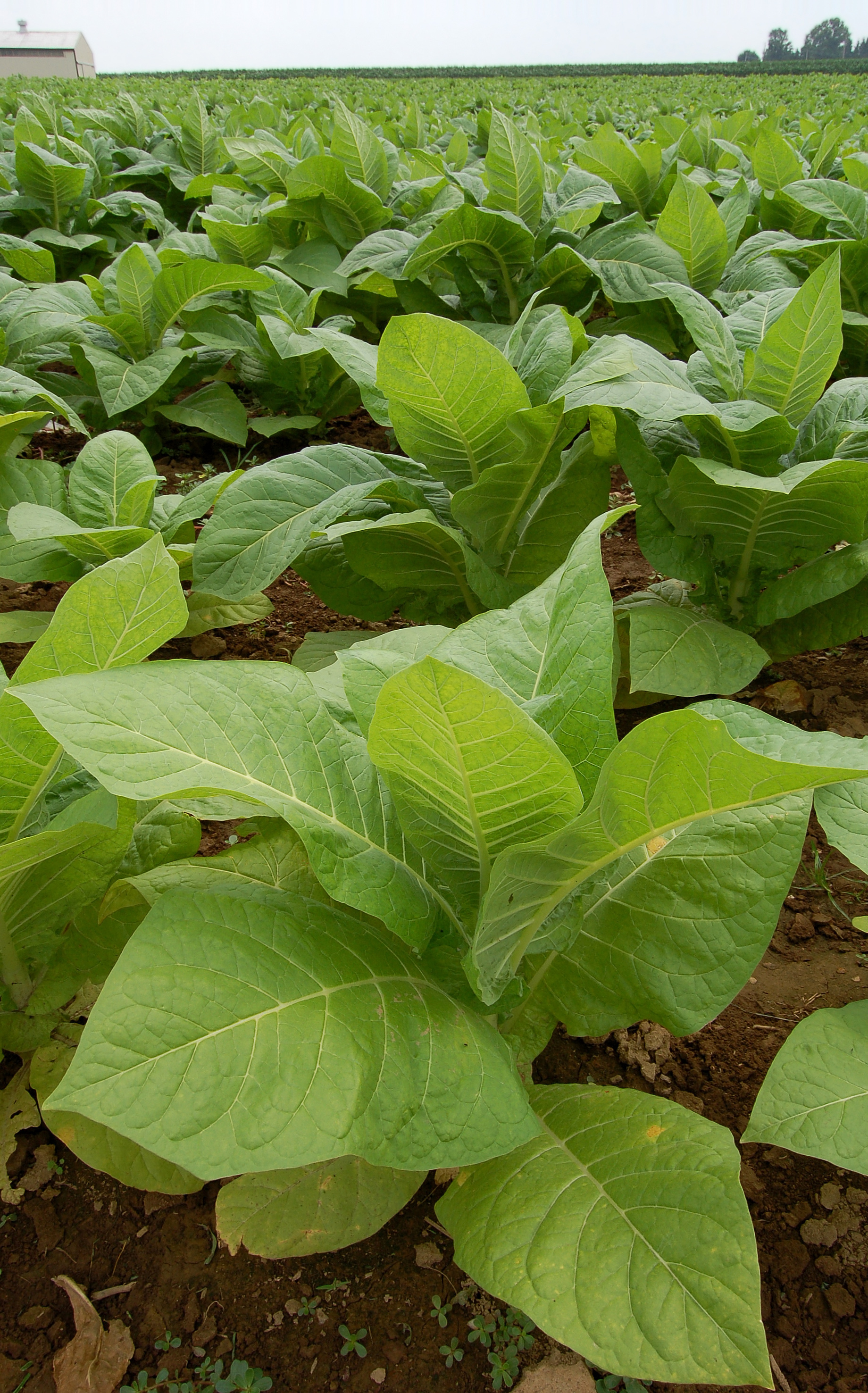
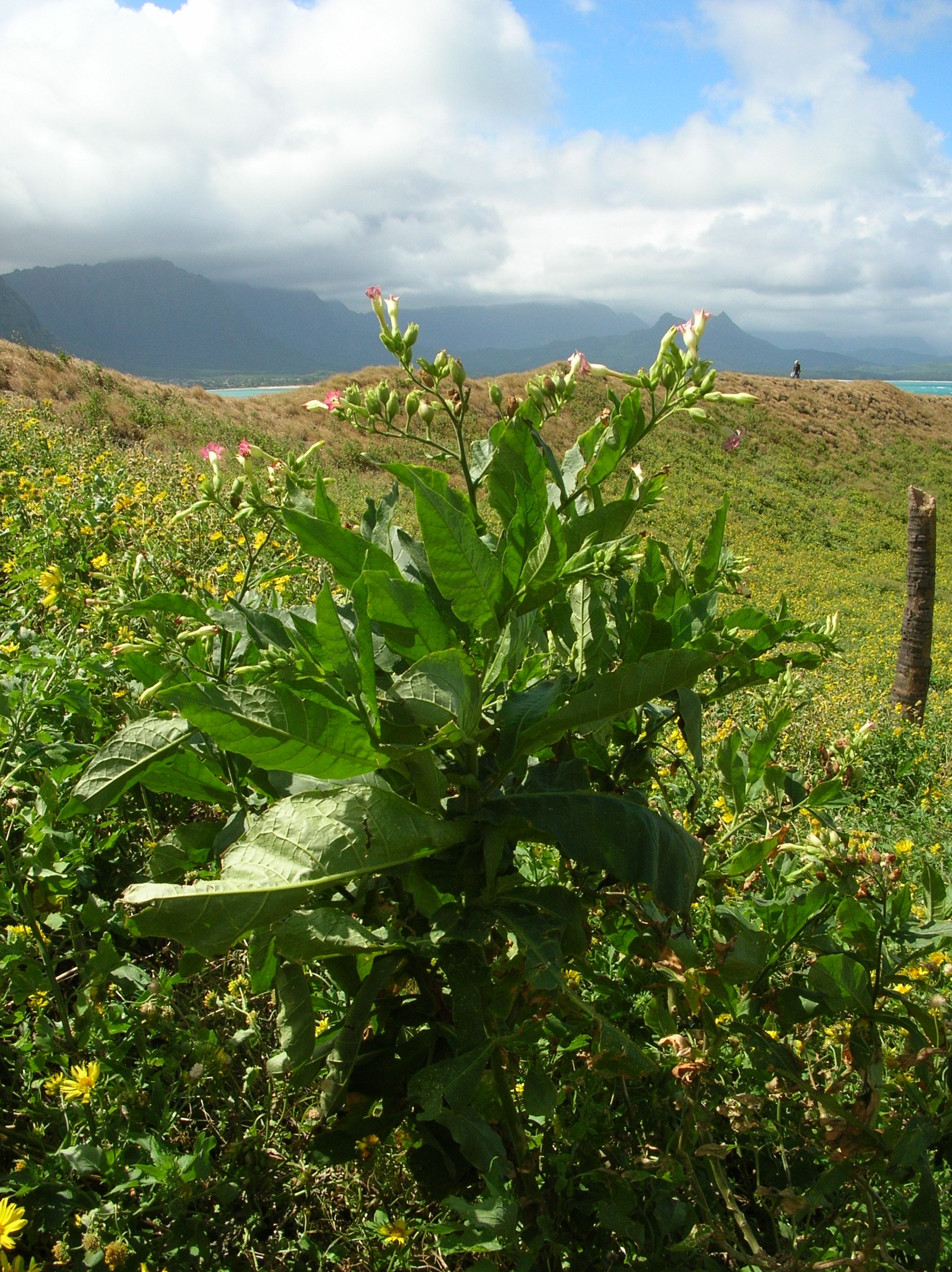
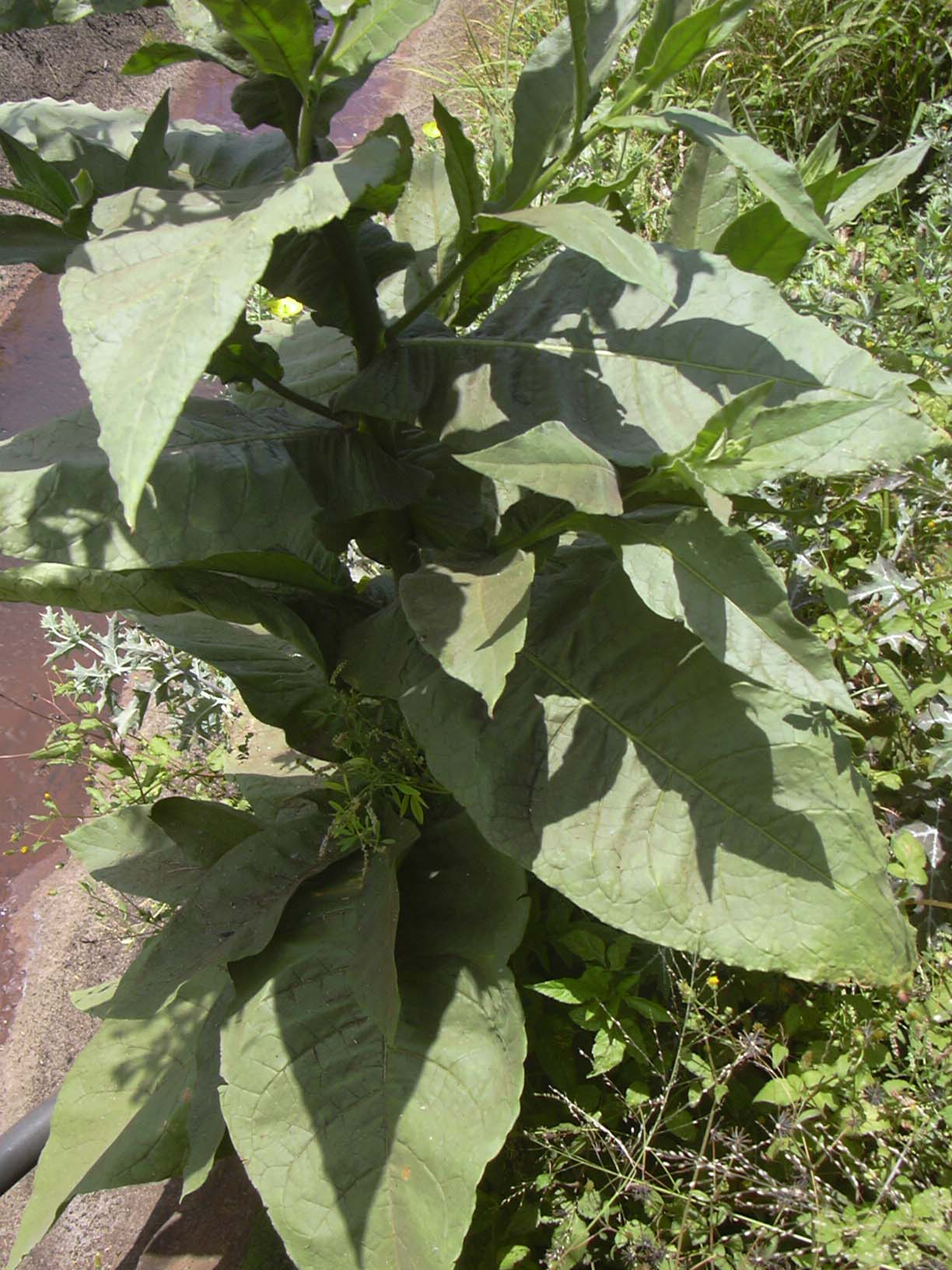
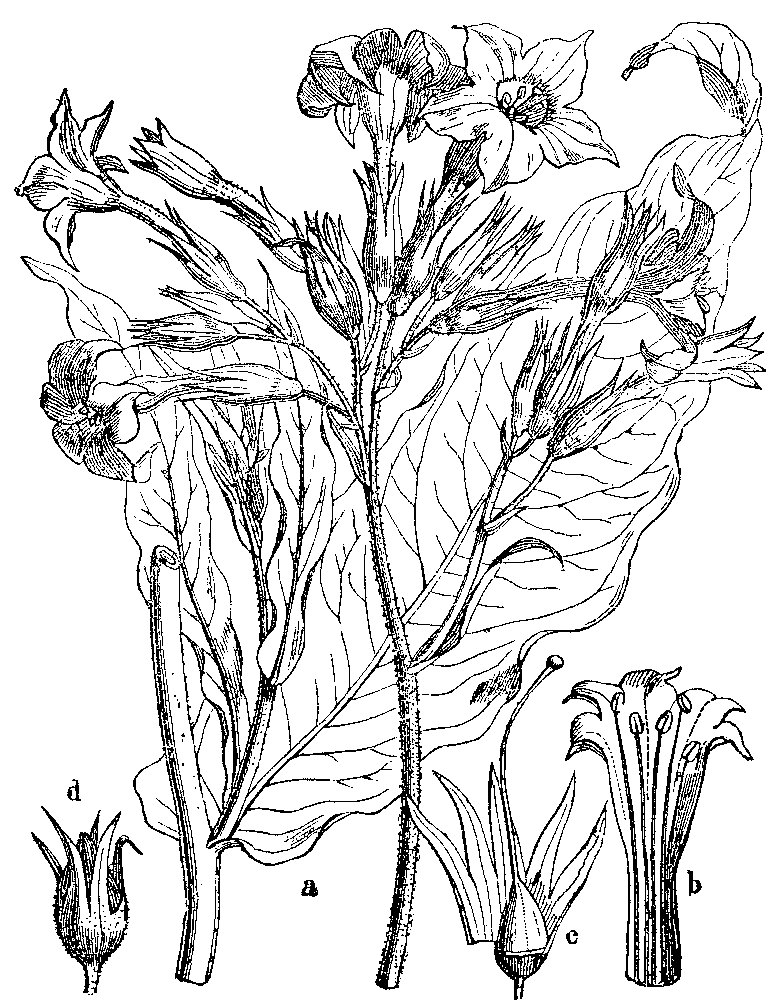
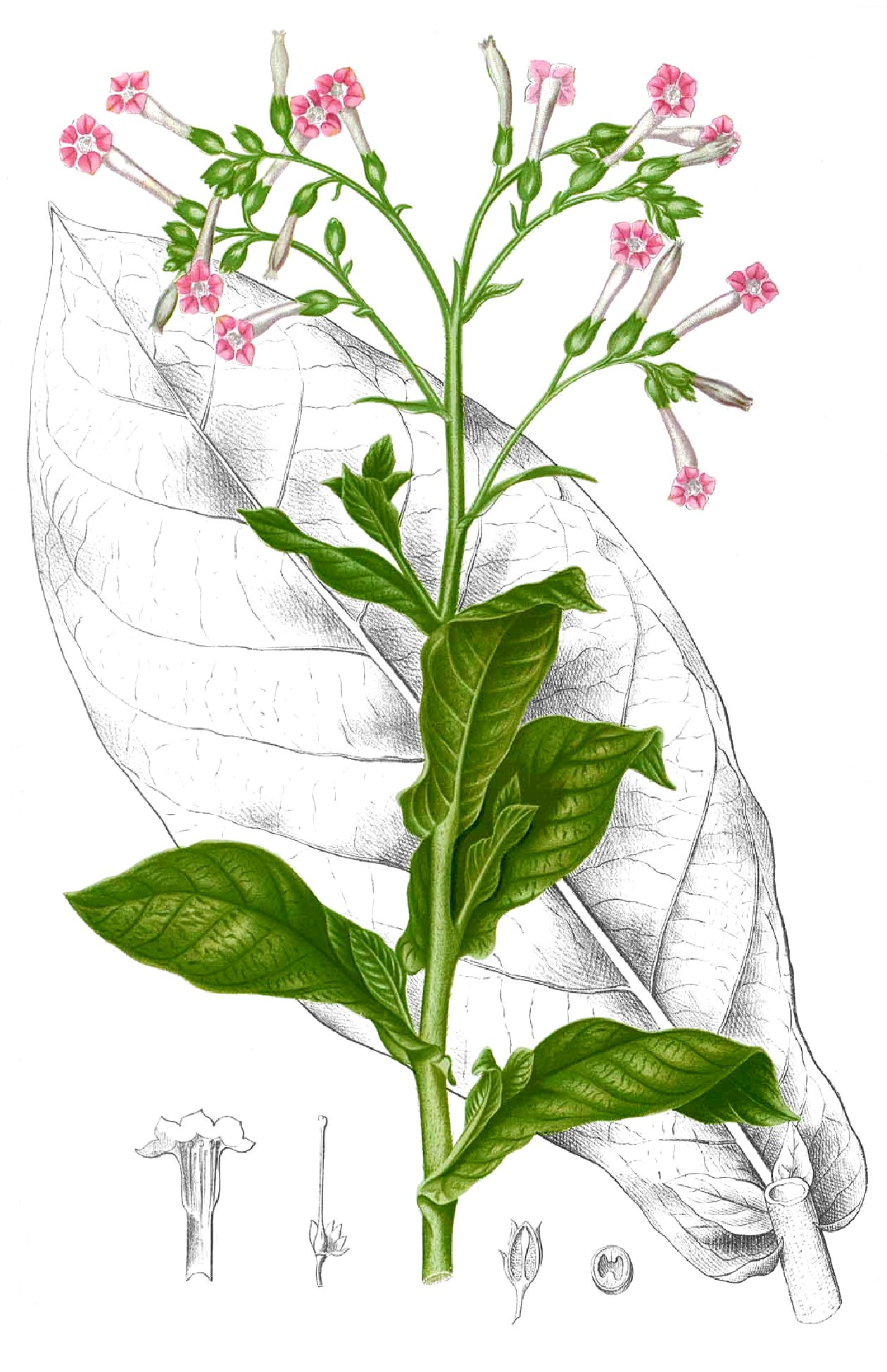
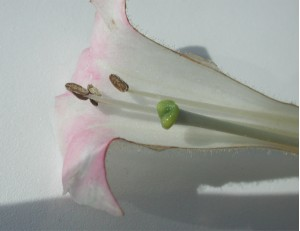